# Chorthippus dichrous
Chorthippus dichrous är en insektsart som först beskrevs av Eduard Friedrich Eversmann 1859.  Chorthippus dichrous ingår i släktet Chorthippus och familjen gräshoppor. Inga underarter finns listade i Catalogue of Life.